# Condado de Bullitt
El condado de Bullitt (en inglés: Bullitt County) es un condado en el estado estadounidense de Kentucky. En el censo de 2020 el condado tenía una población de 82.217 habitantes. Forma parte del área metropolitana de Louisville. La sede de condado es Shepherdsville y la ciudad más grande es Mount Washington. El condado fue formado el 1 de enero de 1797 a partir de porciones de los condados de Jefferson y Nelson. Fue nombrado en honor a Alexander Scott Bullitt, el primer Vicegobernador de Kentucky.

## Geografía

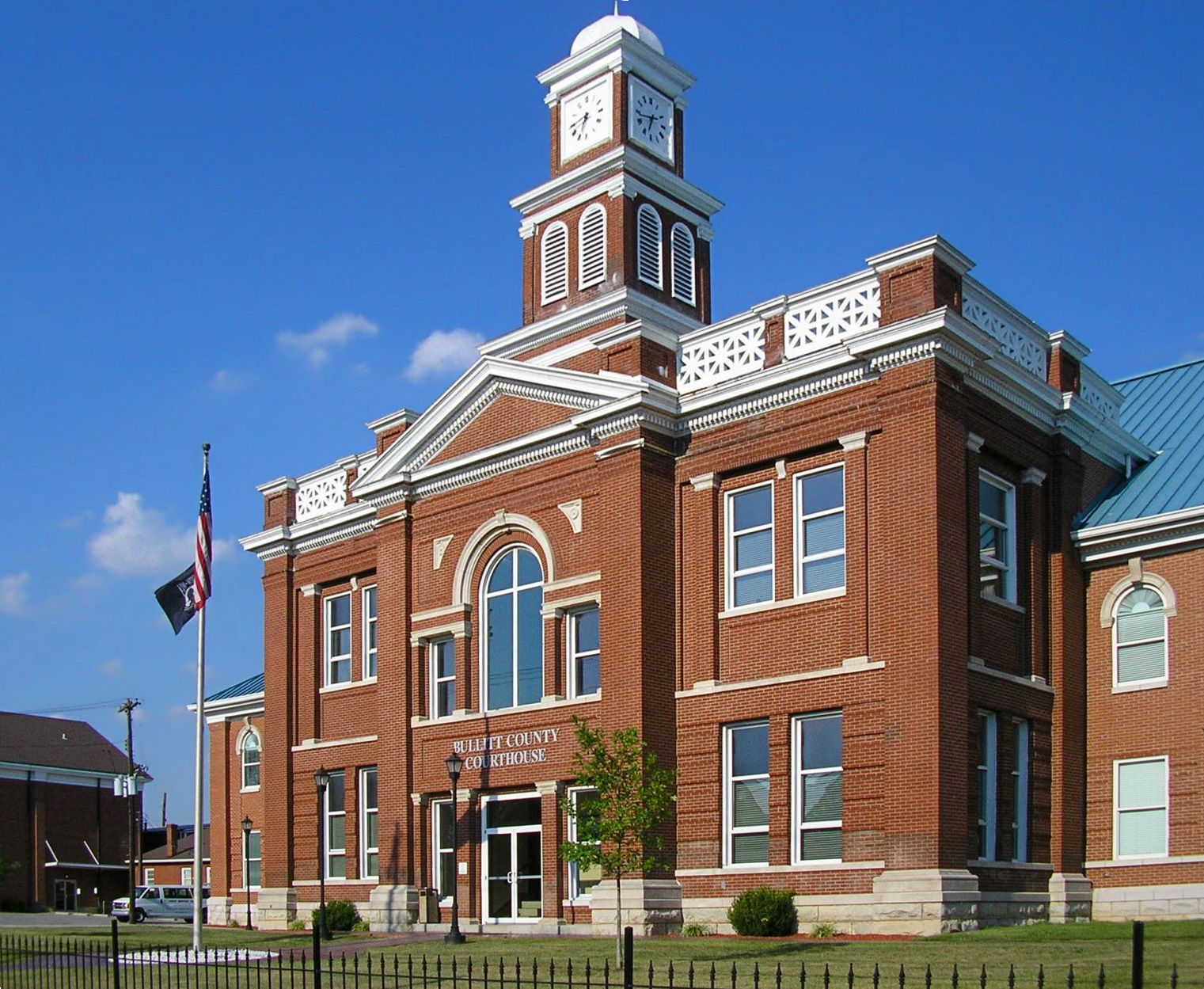
Juzgado del condado de Bullitt en Shepherdsville.

Según la Oficina del Censo, el condado tiene un área total de 777 km² (300 sq mi), de la cual 774 km² (299 sq mi) es tierra y 3 km² (1 sq mi) (0,37%) es agua.

### Condados adyacentes
- Condado de Jefferson (norte)
- Condado de Spencer (este)
- Condado de Nelson (sureste)
- Condado de Hardin (suroeste)

## Demografía
En el  censo de 2000, hubo 61.236 personas, 22.171 hogares y 17.736 familias residiendo en el condado. La densidad poblacional era de 205 personas por milla cuadrada (79/km²). En el 2000 había 23.160 unidades unifamiliares en una densidad de 77 por milla cuadrada (30/km²). La demografía del condado era de 98,07% blancos, 0,38% afroamericanos, 0,34% amerindios, 0,27% asiáticos, 0,01% isleños del Pacífico, 0,16% de otras razas y 0,77% de dos o más razas. 0,63% de la población era de origen hispano o latino de cualquier raza. 
La renta promedio para un hogar del condado era de $50.058 y el ingreso promedio para una familia era de $49.481. En 2000 los hombres tenían un ingreso medio de $35.851 versus $24.098 para las mujeres. La renta per cápita para el condado era de $18.339 y el 7,90% de la población estaba bajo el umbral de pobreza nacional.

## Ciudades y pueblos
| - Brooks - Clermont - Fox Chase - Hebron Estates | - Hillview - Hunters Hollow - Lebanon Junction | - Mount Washington - Pioneer Village - Shepherdsville |